# تفجيرا الجزائر 2007
تفجيرا الجزائر 11 ديسمبر 2007, هما تفجيران انتحاريان أحدهما على الأقل قد تم باستخدام سيارة مفخخة، حدث الانفجار الأول وسط الجزائر العاصمة قرب المحكمة الدستورية العليا في حي بن عكنون.وبعد بضعة دقائق وقع الانفجار الثاني قرب مقر المفوضية العليا لشؤون اللاجئين التابعة للأمم المتحدة ومركز شرطة في حي حيدرة.

## الضحايا والأضرار
أدى الانفجاران إلى سقوط ما لا يقل عن 50 قتيلاً حيث تزامن الانفجار الذي وقع أما المحكمة مع مرور حافلة لطلاب الجامعة في حين جرح ما لا يقل عن 177 شخصاً

حيث أنه 4 موظفين من موظفي الأمم المتحدة في عداد القتلى في حين 14 موظفاً لا زالوا مفقودين
، كما تسبب الانفجاران بأضرار مادية بليغة. ويذكر انه من بين الضحايا لحد الآن امرأة لبنانية ورجل سنغالي.

## المسؤولية
قال وزير الداخلية الجزائري نور الدين يزيد زهروني أن هذان التفجيران يحملان بصمات الجماعة السلفية للدعوة والقتال التي يعتقد انها جناح تنظيم القاعدة في بلدان المغرب العربي والتي تعرف باسم تنظيم القاعدة في المغرب الإسلامي والذي أعلن مسؤوليته عن الهجومين بعد بضعة ساعات عبر الإنترنت وأعان ان التفجيران كانا انتحاريان ونفذهما عبد الرحمن العاصمي وعمي إبراهيم أبو عثمان حيث عرضت صورهما في الإنترنت وكلاهما يحمل بندقية.

## ردود الفعل الدولية
- الأمم المتحدة: ندد أمين عام الأمم المتحدة بان كي مون بشدة بـ «الهجمات الارهابية» التي استهدفت مكاتب المفوضية العليا لشؤون اللاجئين التابعة للأمم المتحدة. وقد قال:«إن هذه الهجمات غير مبررة أيا كانت الظروف».
- جامعة الدول العربية: أدان الأمين العام لجامعة الدول العربية عمرو موسى الاعتداءات بشدة، التي وصفها بأنها «عمل إجرامي الذي لا يمكن تبريره» وعبر موسى عن تضامن جامعة الدول العربية مع الجزائر حكومة وشعبا في «معركتها ضد الإرهاب» الذي «يستهدف الأبرياء ويحاول النيل من استقرارها وأمنها»[5]
- فرنسا: اتصل نيكولا ساركوزي بنظيره الجزائري عبد العزيز بوتفليقة وأعرب عن تضامن فرنسا مع الشعب الجزائري.و قد وصف ساركوزي التفجيرات بأنهما «أعمال بربرية جبانة».
- روسيا: قال ناطق باسم الخارجية الروسية إن بلاده «تؤكد تأييدها وتضامنها مع الجزائر الصديقة في قتالها ضد التطرف والإرهاب».
- إسبانيا : بعث رئيس الوزراء الأسباني خوسي رودريجيز ثاباتيرو برسالة إلى الرئيس بوتفليقة أدان فيها التفجيرين، واعرب عن تعازيه في القتلى الذين سقطوا. كما أصدرت الخارجية الإسبانية بياناً رسمياً يدين الهجوم.
- الولايات المتحدة : أدان البيت الأبيض الهجوم ووصف المهاجمين بأنهم «أعداء الإنسانية».[1]